# Mirbelieae
Tribu
Classification phylogénétique
Les Mirbelieae sont une tribu de plantes à fleurs de la famille des Fabaceae. Ce sont des buissons originaires d'Australie. Les études phylogénétiques semblent montrer que cette tribu doit être fusionnée avec les Bossiaeeae au sein d'un groupe appelé les Mirbelioïdes.

## Liste des genres
Selon BioLib (29 novembre 2024) :
- Almaleea Crisp & P.H. Weston
- Aotus Sm.
- Callistachys Vent.
- Chorizema Labill.
- Daviesia Sm.
- Dillwynia Sm.
- Erichsenia Hemsl.
- Euchilopsis F. Muell.
- Eutaxia R. Br.
- Gastrolobium R. Br.
- Gompholobium Sm.
- Isotropis Benth.
- Jacksonia R. Br. ex Sm.
- Latrobea Meisn.
- Leptosema Benth.
- Mirbelia Sm.
- Oxylobium Andrews
- Phyllota (DC.) Benth.
- Podolobium R.Br. ex W.T.Aiton
- Pultenaea Sm. - Bush Pea
- Sphaerolobium Sm.
- Stonesiella Crisp & P.H.Weston
- Urodon Turcz.
- Viminaria Sm.